# Уго Поццан
Уго Поццан (італ. Ugo Pozzan, 29 грудня 1929, Сан-Мартіно-Буон-Альберго — 4 листопада 1973, Верона) — італійський футболіст, що грав на позиції півзахисника за клуби «Верона», «Болонья», «Лаціо» та «Піза», а також національну збірну Італії. По завершенні ігрової кар'єри — тренер.

## Клубна кар'єра
Народився 29 грудня 1929 року в місті Сан-Мартіно-Буон-Альберго. Вихованець футбольної школи місцевого клубу «Сан Мартіно».
У дорослому футболі дебютував 1949 року виступами за «Верону», в якій провів чотири сезони, взявши участь у 121 матчі Серії B.
1953 року дебютував у найвищому дивізіоні Італії, перейшовши до «Болоньї». Відіграв за болонську команду  чотири сезони, здебільшого як основний гравець півзахисту команди.
Згодом протягом 1957–1961 років також на найвищому рівні грав за «Лаціо». 1958 року допоміг команді вибороти титул володаря Кубка Італії.
Завершував ігрову кар'єру в «Пізі», за яку виступав протягом 1961—1962 років.

## Виступи за збірну
1956 року провів дві офіційні гри у складі національної збірної Італії.

## Кар'єра тренера
Розпочав тренерську кар'єру, повернувшись до футболу після невеликої перерви, 1966 року, очоливши тренерський штаб «Верони», де пропрацював до 1968 року. Згодом повертався не тренерський місток «Верони» у 1970–1972 роках.
Також встиг попрацювати з командами «Пістоєзе» і «Пізи».
Помер 4 листопада 1973 року на 44-му році життя від лейкемії.
| Дата      | Місто          | Господарі | Результат | Гості  | Турнір           | Голи | Примітки |
| --------- | -------------- | --------- | --------- | ------ | ---------------- | ---- | -------- |
| 24-6-1956 | Буенос-Айрес   | Аргентина | 1 – 0     | Італія | товариський матч | -    |          |
| 1-7-1956  | Ріо-де-Жанейро | Бразилія  | 2 – 0     | Італія | товариський матч | -    |          |
| Усього    |                | Матчів    | 2         |        | Голів            | 0    |          |

## Титули і досягнення
- Володар Кубка Італії (1):

«Лаціо»: 1958